# Adolf Hillmann
Adolf Hillmann (né le 2 mars 1816 au manoir de Nordenthal (de), arrondissement d'Oletzko, Prusse-Orientale et mort le 11 novembre 1880 dans la même ville) est propriétaire d'un manoir et député du Reichstag.

## Biographie
Hillmann est le propriétaire de Nordenthal (de).
De mai 1875 à 1878, il est député du Reichstag pour la 6e circonscription du district de Gumbinnen et le Parti progressiste allemand. Il remporte le mandat lors d'une élection partielle pour le député Robert Viktor von Puttkamer et est battu en 1878 par l'opposant conservateur George William von Simpson.